# Ohio (Schiff)

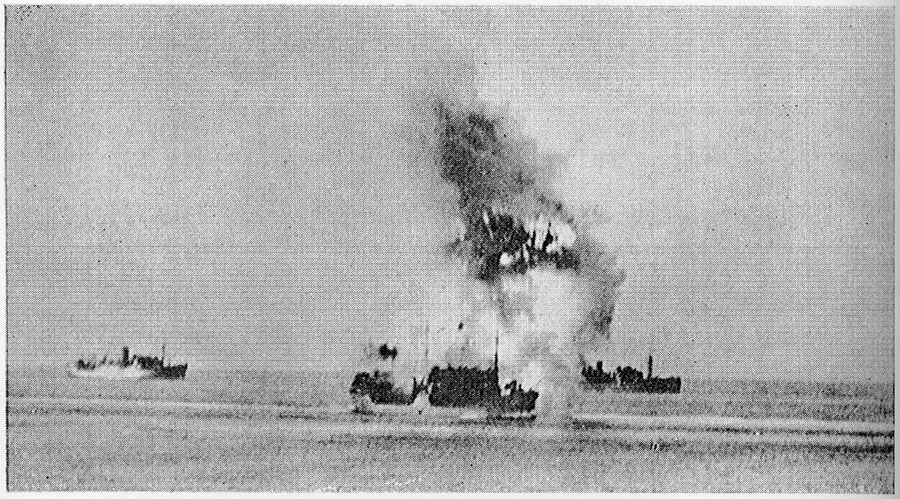
Torpedotreffer auf dem Tanker Ohio während der Operation PEDESTAL

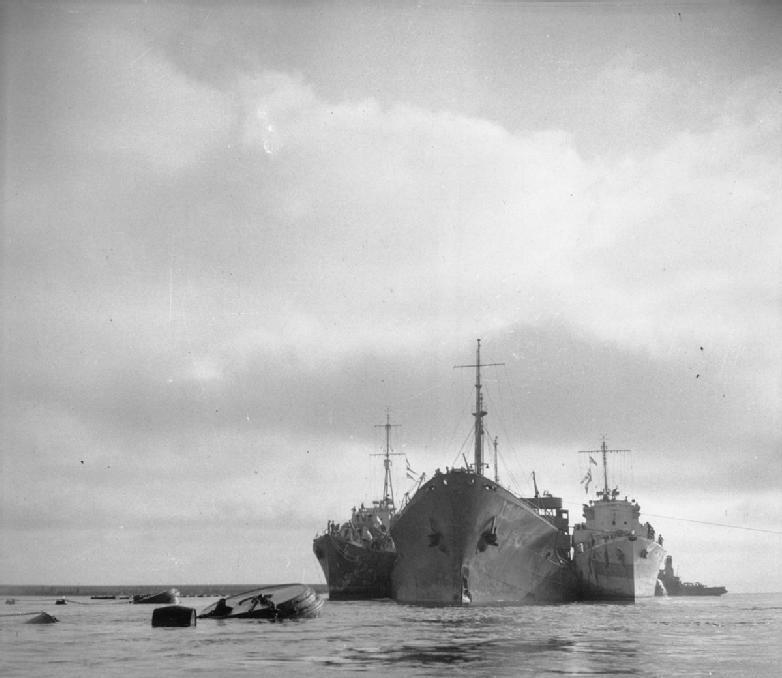
Die schwer beschädigte Ohio mit längsseits vertäuten Zerstörern

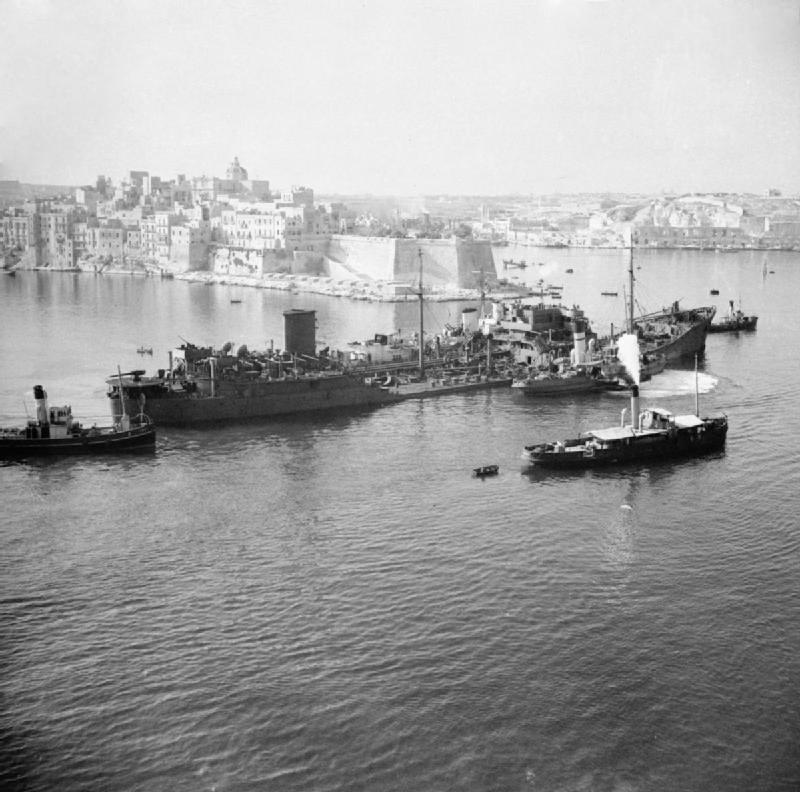
Ankunft der Ohio im Grand Harbour auf Malta

Die Ohio war ein Öltanker der Texas Oil Company (heute Texaco). Zum Zeitpunkt ihres Stapellaufs am 20. April 1940 von der Werft Sun Shipbuilding & Dry Dock Company in Chester, Pennsylvania war sie das größte Schiff ihrer Art, die Höchstgeschwindigkeit betrug bis zu 16 kn (30 km/h).

## Kern der Operation Pedestal
Malta diente den Alliierten im Zweiten Weltkrieg vor allem als Operationsbasis für ihre Luftwaffe. Aufgrund deutscher Luftangriffe und der durch deutsche U-Boote sowie die italienische Marine gestörten Versorgungslinien war die Versorgungslage auf der Insel in Bezug auf Lebensmittel, Munition und Treibstoff katastrophal.
Im August 1942 sollte die Operation Pedestal Entlastung bringen. Ein Geleitzug von Frachtschiffen, Flugzeugträgern, Schlachtschiffen, Kreuzern und Zerstörern sollte dringend benötigte Versorgungsgüter auf das noch von den Briten gehaltene Malta bringen. Die Ohio war als Tanker eines der wichtigsten Schiffe der ganzen Operation. Ohne deren Treibstoff wäre die Luftüberlegenheit verloren gegangen und die deutsche Luftwaffe hätte ohne Weiteres eine Landung auf Malta vorbereiten können.
Während dieser Geleitzugfahrt wurde die Ohio zweimal von Torpedos des italienischen Unterseeboots Axum sowie mehrere Male von Bomben angreifender Sturzkampfflugzeuge Junkers Ju 87 getroffen; ein abgeschossener Stuka stürzte auf das Deck des Tankers. Trotz der explosiven Ladung hielt sich das Schiff jedoch weiter über Wasser. Da die Ohio aufgrund der zerstörten Maschine manövrierunfähig war und außerdem ein Auseinanderbrechen drohte, verließ ihre Besatzung das Schiff zweimal, kehrte jedoch immer wieder zurück. Schließlich wurde entschieden, das Schiff, vertäut zwischen den beiden Zerstörern HMS Penn und HMS Ledbury, bis in den Grand Harbour zu schleppen. So konnte der größte Teil der 12.000 Tonnen Diesel und Kerosin auf die belagerte Insel gebracht werden.

## Ehrung, weiterer Verbleib
Dem Kapitän, Dudley William Mason, wurde vom britischen König das Georgs-Kreuz (George Cross) verliehen.
Nachdem die Ohio Malta erreicht hatte und entladen war, brach das Schiff in zwei Teile. Da eine Reparatur auf Malta unmöglich war, diente das Wrack fortan als Vorratslager und später als Unterkunft für jugoslawische Truppen.
Schließlich wurden am 19. September 1946 die beiden Hälften zehn Meilen vor die Küste geschleppt und mit Kanonenfeuer versenkt.
Die Matrosen des Geleitzugs nannten die Ohio auch scherzhaft Oh-haitch ten (O.H.10).